# Ephedra distachya
Ephedra distachya L. è una pianta appartenente alla famiglia delle Ephedraceae, originaria di Europa e Asia.

## Descrizione

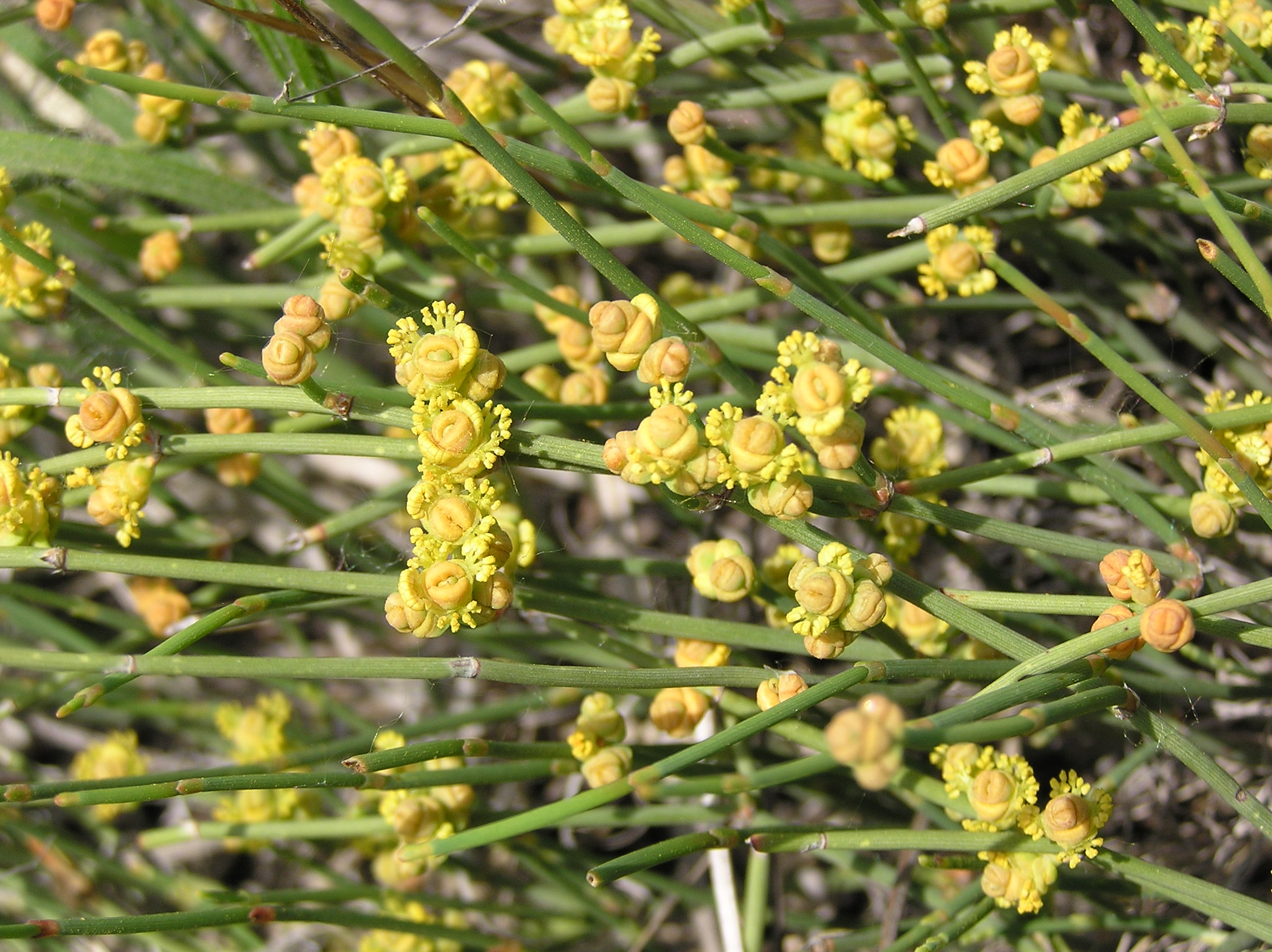
Coni maschili di E. distachya

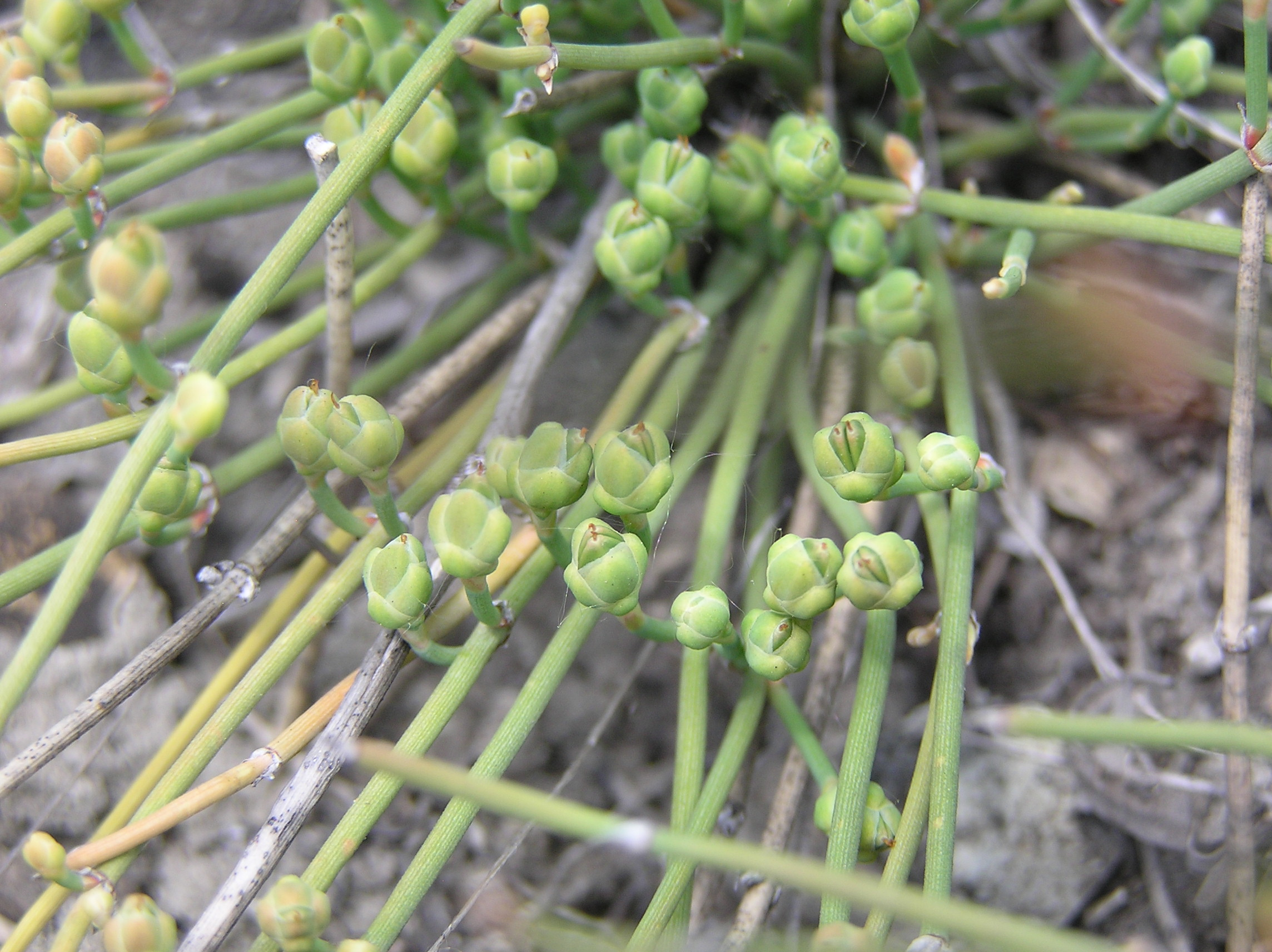
Coni femminili di E. distachya

E. distachya è un arbusto sempreverde alto fino a 30 cm (a volte fino a 50 cm). L'aspetto è variabile e dipende dalle condizioni di crescita. La radice è spessa, lunga e ramificata mentre il fusto è corto, ramificato fin dalla base, legnoso, con corteccia grigio scuro. I ramoscelli sono grigio-verdi, quelli meno spessi verde-giallastri, finemente costoluti, dritti o più spesso ricurvi all'apice, ramificati. Gli internodi sono lunghi 1,5–7 cm.
La specie si riproduce vegetativamente utilizzando i polloni radicali, formando estesi germogli di piante dello stesso sesso. Quando cresce su terreni sciolti, può estendersi su vaste aree. I germogli sotterranei sono spessi e legnosi.
Le foglie sono opposte, lunghe 1,5–2 mm, fuse per un terzo o fino alla metà della loro lunghezza. Le parti libere prendono la forma di lamine triangolari con estremità smussate o arrotondate.
La pianta è dioica. I coni maschili (microstrobili) assomigliano nella struttura ai fiori delle angiosperme. Sono raccolti in gruppi di tre alle estremità di corti rami o peduncoli e sono costituiti da un asse con quattro paia di brattee, con sette o otto antere.
I coni femminili (megastrobili) sono ovali, portati su rami corti o apicali, solitari o raccolti in gruppi, con 3-4 brattee. I coni femminili maturi sono sferici e di colore rosso, misurano 1-1,5 cm di diametro,e ricordano la forma di una bacca. I semi sono generalmente due, ovali o oblungo-ovali, lunghi 4–5 mm, larghi 2–3 mm, lisci, convessi, di colore bruno scuro.
La pianta viene impollinata dal vento. La dispersione del polline avviene in maggio-giugno e la maturazione dei semi in luglio-agosto. Gli uccelli che mangiano i coni partecipano alla dispersione dei semi.
La crescita di nuovi germogli verdi si osserva in primavera e all'inizio dell'estate. In autunno, e nelle zone a clima mediterraneo anche in inverno, avviene un accumulo attivo di sostanze nutritive.

## Distribuzione e habitat
In natura, l'areale della specie copre l'Europa meridionale, l'Asia Minore, il Kazakistan, la Siberia occidentale meridionale e lo Xinjiang, dove è confinata in aree con clima subarido continentale temperato o mediterraneo.
E. distachya cresce sui pendii delle colline, nella fascia bassa delle montagne, su massicci sabbiosi, tra le pietre. Per le sue caratteristiche ecologiche è xerofita e oligotrofa, cioè adattata agli ambienti aridi e ai terreni poveri di residui organici. La specie è fotofila e facoltativamente calcifila. Preferisce terreni rocciosi poveri e asciutti, terreni calcarei e sabbiosi, nonché affioramenti sabbiosi e gessosi. In montagna lo si trova fino a 900 metri di altitudine.

## Fitochimica

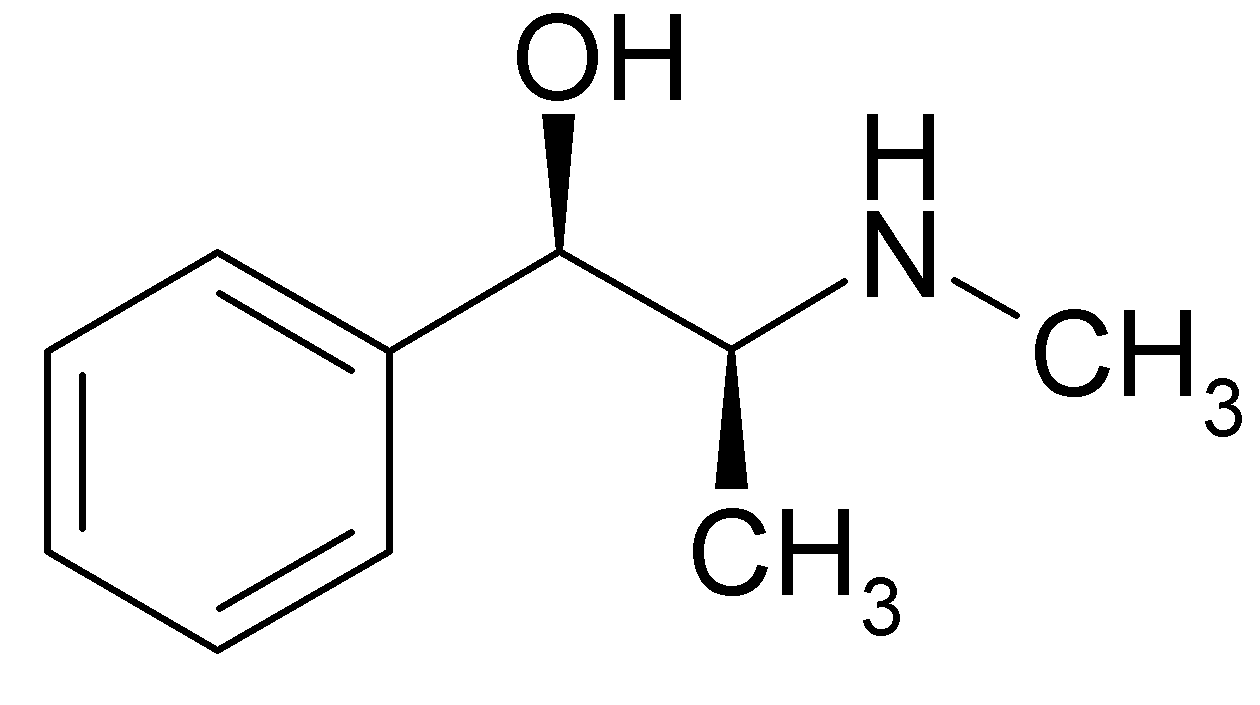
Formula strutturale della molecola di efedrina

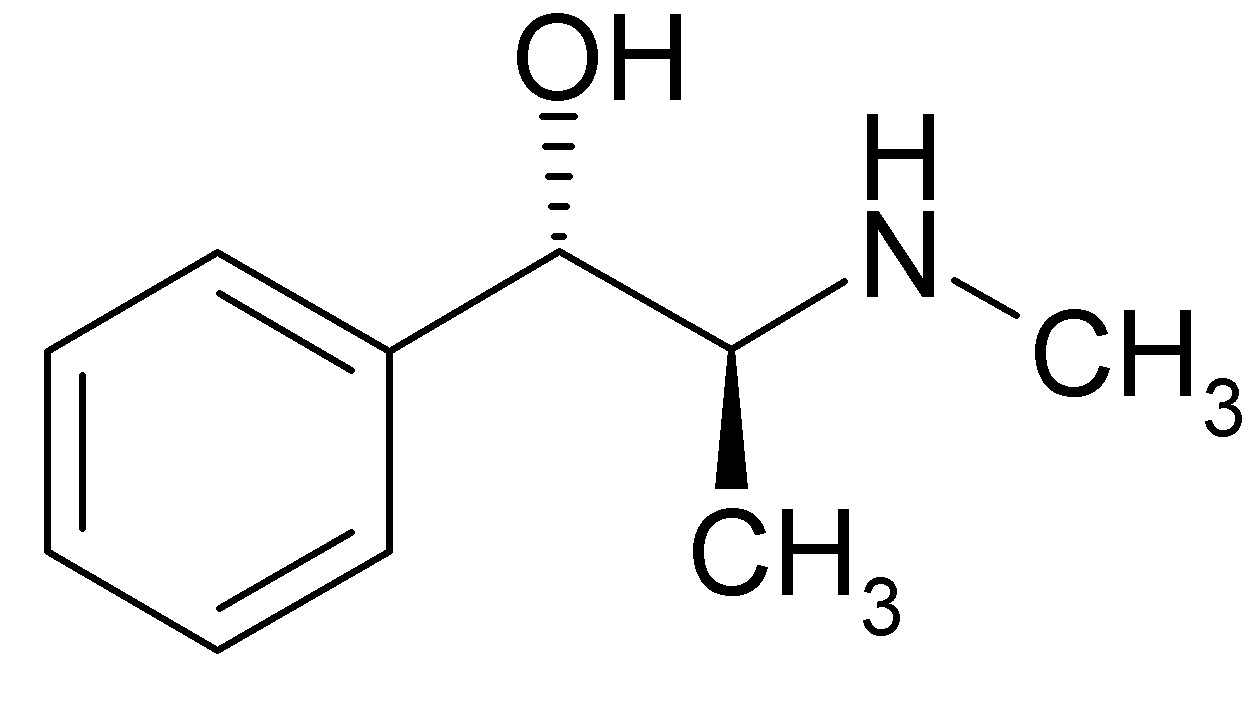
Formula strutturale della molecola di pseudoefedrina

Le sostanze biologicamente attive più importanti di E. distachya sono gli alcaloidi del gruppo dell'efedrina, che costituiscono l'1-2% in peso dell'erba secca. Le specie di Ephedra originarie dell'emisfero orientale contengono sei alcaloidi: efedrina, pseudoefedrina, N-metilefedrina, N-metilpseudoefedrina, norefedrina e norpseudoefedrina. L'efedrina è lo stereoisomero predominante, rappresentando il 30–90% degli alcaloidi totali, seguito dalla pseudoefedrina. I restanti alcaloidi sono presenti solo in tracce. Il contenuto totale di alcaloidi dell'efedrina dipende dal tipo di pianta, dal periodo dell'anno e dalle condizioni di crescita.
Il più alto contenuto di alcaloidi in E. distachya è stato notato in autunno e inverno.
Secondo i dati pubblicati, i campioni commerciali di E. distachya sono solo leggermente inferiori a E. sinica in termini di contenuto di alcaloidi.
Oltre agli alcaloidi, sono stati isolati altri prodotti del metabolismo secondario: alcaloidi dell'efedrina A-D, derivati dell'acido chinurenico, tetrametilpirazina, aminoacidi, flavonoidi, tannini, acidi carbossilici, terpeni (componenti degli oli essenziali). L'alto contenuto di terpeni volatili, conferisce alla pianta un caratteristico odore di conifere.
Le radici non contengono alcaloidi.

## Usi
E. distachya viene utilizzata principalmente come pianta medicinale. Non ha alcun valore industriale a causa delle piccole riserve in natura.
E. distachya è stata tradizionalmente usata per curare l'asma, la bronchite e la congestione nasale. Questa pianta è ancora usata nei prodotti per la perdita di peso e nei farmaci per il rafforzamento degli atleti, sebbene l'uso sia illegale nelle competizioni sportive. Ha effetti antinfiammatori e anti-artritici ed è ampiamente usata per curare raffreddori, influenza, mal di testa, febbre alta, tosse, malattie articolari e ossee.
I coni succosi sono commestibili sia freschi che lavorati. La loro polpa è dolce. Nella regione del Volga e in Siberia sono conosciuti come "lamponi della steppa". Varen'e e confetture vengono preparate con i coni che hanno un gusto gradevole e un odore particolare. I coni contengono solo tracce di alcaloidi.
La specie è raramente coltivata come pianta ornamentale per decorare colline alpine, pendii rocciosi asciutti o come pianta tappezzante in luoghi ben illuminati. Richiede luce intensa e un substrato ben drenato e povero di sostanza organica. La crescita è lenta. Per ottenere i coni simili a bacche è necessaria la presenza contemporanea di piante maschili e femminili.
L'efedrina e la pseudoefedrina possono venire impiegate come materie prime per la produzione illegale di droghe contenenti metanfetamine ed efedrone. A causa dell'elevato contenuto di queste sostanze, alcune specie possono anche fungere da precursore per la produzione illegale di droghe, sebbene nella pratica vengano utilizzata raramente per questi scopi. Pertanto, alcuni paesi, hanno adottato restrizioni legislative sulla circolazione delle specie di Ephedra.